# Фрадкин, Борис Захарович
Бори́с Заха́рович Фра́дкин (20 июня 1917, Челябинск, Оренбургская губерния — 19 августа 2010, Пермь) — русский советский писатель-фантаст.

## Биография
В 1932 году окончил семилетнюю школу и поступил в Челябинский энергетический техникум. С третьего курса ушел на Челябинский тракторный завод. Работал электромонтёром в сталелитейном цехе, одновременно заканчивал вечернюю школу-десятилетку. В 1937 году поступил в Рыбинский технологический институт, в 1939 был переведен в Московский технологический институт. В 1941 году, в связи с начавшейся войной, весь четвертый курс института был направлен на работу в Пермь. Работал конструктором по инструменту и приспособлениям, технологом, старшим конструктором, старшим инженером отдела. В 1953 перешел на преподавательскую работу в машиностроительный техникум (авиационный техникум им. Швецова), потом в Пермский политехнический институт (1962). Заведовал кафедрой гидравлики и гидромашин (1963—1964), на пенсию вышел в 1991 году с должности старшего преподавателя кафедры гидравлики.

## Литературная деятельность
Ещё во время работы на заводе занимался в литобъединении при заводской многотиражке, писал очерки.
Первые произведения посвящены производственной тематике. Первая публикация — повесть «Торцовый ключ» (1950). Первая книга — сборник «Ответственный представитель» (1951). Затем обратился к фантастике: первая научно-фантастическая публикация — повесть «Сильнее смерти» (1951). Фантастические произведения писателя относятся к «твёрдой научной фантастике», посвящены методам научного поиска и решения научно-технических задач. Повесть «История одной записной книжки» (1954) рассказывает об изобретении «ультразвукового оружия». Космической тематике посвящены повесть «Тайны астероида 117—03» и роман «Дорога к звездам» - его самое крупное фантастическое сочинение.
Написал также научно-популярную книгу «Белые пятна безбрежного океана» (1976), посвященную свойствам воды.
Был членом Пермского клуба любителей фантастики «Рифей» с 1980 года. Возглавлял в Пермском государственном технологическом университете отделение этого клуба.
Книги Фрадкина переводились на разные языки и издавались в ГДР, Румынии, Чехословакии.

### Книги
- Фрадкин Б. З. Ответственный представитель: Повести и рассказы. — Молотов: Кн. изд-во, 1951. — 226 с. — 10 000 экз.
- Фрадкин Б. З. Дорога к звездам: Роман. — Пермь: Кн. изд-во, 1954. — 376 с. — 15 000 экз.
- Фрадкин Б. З. История одной записной книжки: Ф повесть. — Молотов: Кн. изд-во, 1954. — 140 с. — 15 000 экз.
- Фрадкин Б. З. Дорога к звездам: Роман. Изд. испр. и доп . — Пермь: Кн. изд-во, 1958. — 456 с. — 30 000 экз.
- Фрадкин Б. З. Пленники пылающей бездны: НФ повесть. — М.: Молодая гвардия, 1959. — 176 с. — 90 000 экз.
- Фрадкин Б. З. Тайна астероида 117-03: НФ повесть. — Молотов: Кн. изд-во, 1959. — 140 с. — 30 000 экз.
- Фрадкин Б. З. Настойка из тундровой серебрянки: НФ рассказы. — Пермь: Кн. изд-во, 1967. — 100 с. — 30 000 экз.
- Фрадкин Б. З. Белые пятна безбрежного океана. — М.: Недра, 1976.
- Фрадкин Б. З. Белые пятна безбрежного океана. — 2-е изд., перер. и доп. — М.: Недра, 1983. — 96 с. — 150 000 экз.
- Фрадкин Б. З. Нулевой цикл: НФ рассказы. — Пермь: Кн. изд-во, 1991. — 15 000 экз. — ISBN 5-7625-0022-5.

### Произведения

#### Романы
- Дорога к звездам (1954, 1958). Научно-фантастический роман.

#### Рассказы и повести
- Торцовый ключ (1950). Повесть.
- Сильнее смерти (1951).
- История одной записной книжки. (1954). Научно-фантастическая повесть.
- Тайна астероида 117-03 (1956). Научно-фантастическая повесть.
- Как человек научился летать (1957)
- Как Дима Козиков нашел самого себя (1959)
- Пленники пылающей бездны (1959). Научно-фантастическая повесть.
- В поисках бессмертия (1960)
- Настойка из тундровой серебрянки (1964)
- Второе зрение (1967)
- Вода под ногами (1967)
- Каналы Марса (1967)
- Ночное дежурство (1967). Повесть.
- Несовместимость (1970)
- Пять сотых градуса ниже нуля (1979)
- Сага о шпаргалке (1981)
- За два часа до светового барьера (1986)
- Синусный узел (1989)
- Выпавшая точка (1991)
- Гомункулус, или История одного эксперимента (1991)
- Денис-водопроводчик (1991)
- Дилетантка (1991)
- Ихтиандр на час (1991)
- Магнитная опасность (1991)
- Нулевой цикл (1991)
- Потенциал разряда (1991)
- Пять сотых градуса ниже абсолютного нуля (1991)
- Световой торнадо (1991)
- Исчезновение Петра Деева (2000)
- Пятнадцатая девятка (=Отрицание отрицания) (не опубликовано ?)